# Gauliga Böhmen und Mähren
La Gauliga Böhmen und Mähren fue la liga de fútbol más importante de los territorios ocupados de Checoslovaquia por la Alemania Nazi el 15 de marzo de 1939 y que fueron incorporados al Protectorado de Bohemia y Moravia.

## Historia
Luego de que Alemania Nazi tomara el territorio de Checoslovaquia, los equipos de ahí formaron parte de la Gauliga Sudetenland hasta que en 1943 nace la Gauliga Böhmen und Mähren por iniciativa de la NSRL.
La liga contó con la participación de catorce equipos divididos en dos divisiones, en donde los ganadores de cada división jugaban unafinalida y vuelta para definir al campeón de la liga y clasificado a la fase nacional de la Gauliga. La mayoría de los equipos eran de origen militar o equipos integrados por alemanes, mientras que los equipos de Checoslovaquia participaban en su propia liga.
Laliga fue interrumpida a causa de la Segunda Guerra Mundial, por lo que solamente se jugó una temporada, y con el colapso de la Alemania Nazi en 1945 la liga dejó e existir y los pobladores alemanes en Checoslovaquia fueron expulsados del país, todos los equipos alemanes fueron disueltos y nace la Primera División de Checoslovaquia como la primera categoría del país sin la presencia de equipos alemanes.

## Lista de Campeones
| Temporada | Campeón          | Finalista                |
| --------- | ---------------- | ------------------------ |
| 1943–44   | Militär SV Brünn | Luftwaffen SV Prag-Gbell |